# Karin Ringenson
Karin Elisabet Ringenson, född 7 augusti 1886 i Falun, död 3 augusti 1971 i Leksand, var en svensk lärarinna och filolog.
Karin Ringenson var dotter till häradshövdingen Johan Albert Teodor Ringenson. Hon avlade mogenhetsexamen i Härnösand 1907 och studerade därefter vid Uppsala universitet där hon blev filosofie magister 1910, filosofie licentiat 1919 och filosofie doktor 1922. Efter tjänstgöring som extralärare på olika platser blev hon adjunkt i Vänersborg 1925 och lektor i engelska och franska vid Karlstads läroverk 1926. Från 1937 var hon lektor i engelska och franska vid Högre realläroverket å Norrmalm. Karin Ringenson företog studieresor i Europa, främst till Frankrike och England. Hon erhöll Illis quorum 1946. Ringenson publicerade avhandlingar och uppsatser i romansk språkvetenskap, främst i facktidskrifter. Bland dessa märks doktorsavhandlingen Etude sur la palatalisation de "k" devant une voyelle antérieure en français (1922), Le rapport d'ordinaux et de cardinaux dans les langues romanes (1934), undersökningar rörande tidsuttryck i franskan och provensalskan samt Några vanliga uttalsfel i franskt skoluttal (1946).